# Bistum Banjarmasin
Das Bistum Banjarmasin (lateinisch Dioecesis Bangiarmasina, indonesisch Keuskupan Banjarmasin) ist eine in Indonesien gelegene römisch-katholische Diözese mit Sitz in Banjarmasin. 

## Geschichte
Papst Pius XI. gründete die Apostolische Präfektur Surabaia am 21. Mai 1938 aus Gebietsabtretungen des Apostolischen Vikariats Niederländisch-Borneo. Mit der Apostolischen Konstitution Quo enascentium wurde sie am 10. März 1949 in den Rang eines Apostolischen Vikariats erhoben. 
Es wurde am 3. Januar 1961 zum Bistum erhoben, das dem Erzbistum Pontianak als Suffraganbistum unterstellt wurde. Am 22. August 1973 nahm es den aktuellen Namen an. Am 29. Januar 2003 wurde es Teil der neuen Kirchenprovinz des Erzbistums Samarinda.
Teile seines Territoriums verlor es zugunsten der Errichtung folgender Bistümer:
- 21. Februar 1955 an das Apostolische Vikariat Samarinda;
- 5. April 1993 an das Bistum Palangkaraya.

## Ordinarien

### Apostolischer Präfekt von Bandjarmasin
- Giacomo Giovanni M. Kuster MSF (21. Mai 1938 – 1949)

### Apostolische Vikare von Bandjarmasin
- Giovanni Groen MSF (10. März 1949 – 18. April 1953)
- Wilhelmus Joannes Demarteau MSF (6. Januar 1954 – 3. Januar 1961)

### Bischof von Bandjarmasin
- Wilhelmus Joannes Demarteau MSF (3. Januar 1961 – 22. August 1973)

### Bischöfe von Banjarmasin
- Wilhelmus Joannes Demarteau MSF (22. August 1973 – 6. Juni 1983)
- Fransiskus Xaverius Rocharjanta Prajasuta MSF (6. Juni 1983 – 14. Juni 2008)
- Petrus Boddeng Timang (14. Juni 2008 – 8. Juli 2023)
- Victorius Dwiardy OFMCap (seit 8. Juli 2023)

## Statistik
| Jahr | Bevölkerung | Bevölkerung | Bevölkerung | Priester     | Priester         | Priester       | Priester               | Ständige Diakone | Ordensleute  | Ordensleute      | Pfarreien |
| Jahr | Katholiken  | Einwohner   | %           | Gesamtanzahl | Diözesanpriester | Ordenspriester | Katholiken je Priester | Ständige Diakone | Ordensbrüder | Ordensschwestern | Pfarreien |
| ---- | ----------- | ----------- | ----------- | ------------ | ---------------- | -------------- | ---------------------- | ---------------- | ------------ | ---------------- | --------- |
| 1950 | 7.223       | 1.670.000   | 0,4         | 38           | 1                | 37             | 190                    |                  | 10           | 18               | 2         |
| 1970 | 7.778       | 1.969.677   | 0,4         | 11           |                  | 11             | 707                    |                  | 21           | 19               |           |
| 1980 | 20.881      | 2.700.000   | 0,8         | 19           |                  | 19             | 1.099                  |                  | 30           | 27               |           |
| 1990 | 48.390      | 3.894.230   | 1,2         | 23           |                  | 23             | 2.103                  |                  | 28           | 77               | 25        |
| 2000 | 17.278      | 3.202.300   | 0,5         | 15           | 3                | 12             | 1.151                  |                  | 14           | 54               | 8         |
| 2006 | 18.200      | 3.135.000   | 0,6         | 16           | 3                | 13             | 1.137                  |                  | 25           | 75               | 9         |
| 2013 | 17.051      | 3.680.000   | 0,5         | 25           | 7                | 18             | 682                    |                  | 25           | 82               | 9         |
| 2022 | 20.171      | 4.087.894   | 0,5         | 40           | 8                | 32             | 504                    |                  | 49           | 89               | 14        |